# Anoplodera cyanea
Anoplodera cyanea  (лат.) — вид жуков-усачей из подсемейства усачиков (Lepturinae). Взрослые насекомые длиной 10—16 мм, с характерным металлическим отливом надкрылий (зелёных, сине-фиолетовых или бронзовых тонов). Вид приурочен к широколиственным лесам: развитие личинок происходит в древесине ильма, клёна, дуба и некоторых других пород. Взрослые жуки встречаются с июня по август, особенно часты — на соцветиях зонтичных и некоторых других растений. Ареал вида простирается от Байкала до Камчатки, Курильских островов и Сахалина. Вне России Anoplodera cyanea распространены в Японии, Корее, на северо-востоке Китая и на севере Монголии. Реликт третичного периода.